# 吉氏樱莲
吉氏樱莲（学名：Cyanea giffardii），是夏威夷群岛大岛特有及灭绝的一种植物。该物种仅已知一具于1917年在普纳区格伦伍德地区采集到的模式标本，推测其已绝灭。
吉氏樱莲是一种5-10米高的形似棕榈的树，其生长在位于和缓倾斜的古老火山基底上的潮湿森林中。